# Resolució 1295 del Consell de Seguretat de les Nacions Unides
La Resolució 1295 del Consell de Seguretat de les Nacions Unides, adoptada per unanimitat el 18 d'abril de 2000 després de reafirmar la Resolució 864 (1993) i les següents resolucions sobre Angola, particularment les resolucions 1127 (1997), 1173 (1998) i 1237 (1999), el Consell autoritzà l'estancament de les sancions contra UNITA i va establir un panell d'experts per investigar-ne les violacions de les resolucions del Consell de Seguretat imposant mesura contra UNITA.
La resolució 1295 va ser adoptada després de l'informe Fowler, que va detallar com països d'arreu del món estaven violant les sancions contra UNITA.

## Resolució

### Observacions
El Consell de Seguretat va expressar la seva alarma davant la continuació de la Guerra Civil angolesa i el seu impacte sobre la població civil. Va reiterar que la principal causa de la crisi a Angola va ser el fracàs d'UNITA, sota el lideratge de Jonas Savimbi, de complir amb les obligacions derivades dels acords de pau, Protocol de Lusaka i les resolucions pertinents del Consell de Seguretat. En aquest sentit, va exigir que UNITA completés immediatament i incondicionalment la desmilitarització de les seves forces i cooperés en l'extensió de l'autoritat estatal a tot Angola.
El Consell va assenyalar que les mesures contra la UNITA tenien per objecte promoure una solució política del conflicte restringint la seva capacitat d'assolir els objectius a través de mitjans militars. Va haver-hi violacions de les mesures relacionades amb les disposicions d'armes i material relacionat, petroli i productes derivats del petroli, diamants, fons i actius financers i viatges i representació contra UNITA. El preàmbul de la resolució també va expressar la seva preocupació per la prestació d'assistència militar a UNITA i la presència de mercenaris estrangers. Acull amb beneplàcit les decisions del president del Comitè establert en la Resolució 864 per millorar l'eficàcia de les sancions i de l'Organització d'Unitat Africana (OUA) i la Comunitat de Desenvolupament de l'Àfrica Austral (SADC) que donen suport a les mesures contra UNITA.

### Actes
La resolució, proposada per Canadà, es va dividir en diverses seccions sobre diferents aspectes de les mesures contra UNITA.

#### Violació de sancions contra UNITA
Actuant en virtut del Capítol VII de la Carta de les Nacions Unides, el Consell va subratllar la importància de que tots els Estats compleixin les mesures imposades contra UNITA en anteriors resolucions del Consell de Seguretat. El secretari general Kofi Annan havia d'establir un mecanisme de seguiment que consistia en fins a cinc experts per investigar les suposades violacions de les sancions contra UNITA durant un període de sis mesos. Se'ls va donar instruccions per proporcionar un informe sobre les seves conclusions abans del 18 d'octubre de 2000 amb vista a millorar les mesures. El Consell, després de rebre l'informe, examinarà les maneres de millorar les sancions i l'acció en virtut de la Carta de les Nacions Unides per als estats que intervenen en la violació de les mesures.

#### Comerç d'armes
Es va instar a tots els països a estar vigilants per tal d'evitar la transferència d'armes a usuaris o destinacions no autoritzades i se'ls va animar a garantir un seguiment efectiu a aquest respecte. També es va convidar als països a que consideressin convocar conferències amb estats on es fabriquin o exportin armes amb la finalitat d'acabar amb fluxos il·lícits d'armes a Angola. Els representants de la SADC van ser convidats a participar-hi.

#### Comerç de petroli i productes derivats del petroli
El Consell va encoratjar la convocatòria d'una conferència sobre mètodes per frenar l'abastament il·legal de petroli o productes derivats del petroli a Angola, com ara el control dels subministraments de petroli a la zona i el paper de la SADC en aquest procés. La SADC va ser convidada a supervisar les zones frontereres amb Angola contra el contraban i va ser convocada per liderar el subministrament il·legal de combustible a la UNITA.

#### Comerç de diamants
El Consell és preocupat perquè el comerç de diamants era una font important de finançament per UNITA. Es va demanar als països comerciants de diamants que imposessin sancions severes per la possessió de diamants en violació de la Resolució 1173. Bèlgica havia anunciat passos en aquesta direcció i es va demanar que restringís l'accés d'UNITA al mercat del diamant i a altres països se'ls va demanar que adoptessin mesures similars.

#### Fons i mesures financeres
Es va animar als països a celebrar una conferència sobre les formes d'enfortir l'aplicació de les mesures financeres imposades a UNITA. Es va demanar que treballessin amb institucions financeres al seu territori per identificar els fons i actius i la congelació d'aquests fons.

#### Viatge i representació
Era important que tots els països continuessin amb les prohibicions de viatges contra els funcionaris d'UNITA i les seves famílies i retirés els documents de viatge a aquells que resideixen al seu territori. Es va demanar al Comitè i al Govern d'Angola que actualitzessin la llista d'aquestes persones subjectes a restriccions de viatge.

#### Passos addicionals
Es va demanar als països de la SADC que consideressin mesures addicionals per al trànsit aeri a la regió per detectar activitats de vol il·legals a través de les fronteres i se'ls convidava a cooperar amb l'Organització d'Aviació Civil Internacional a aquest respecte. La resolució va demanar als països prop d'Angola que promulguessin la legislació interna que fes delicte violar les mesures contra UNITA imposades pel Consell de Seguretat. Es va convidar al Secretari General a enfortir la cooperació entre les Nacions Unides i les organitzacions regionals i subregionals, inclosa Interpol per controlar i imposar les sancions.
El Consell va acollir favorablement el suport internacional a les mesures contra UNITA i va subratllar l'important paper que tindria la SADC en l'aplicació de les sancions.